# Nintendo Classic Mini: Nintendo Entertainment System
De Nintendo Classic Mini: Nintendo Entertainment System is een spelcomputer die spellen van de in 1983 (Europa in 1986) uitgebrachte Nintendo Entertainment System afspeelt. De Nintendo Classic Mini bevat 30 spellen die worden geëmuleerd.
Vanwege het grote succes van de spelcomputer kwam in 2017 een opvolger uit, de Nintendo Classic Mini: Super NES.

## Hardware
De spelcomputer is uitgekomen in twee variaties die het ontwerp van het origineel weergeven zoals die werd uitbracht in Japan als de Famicom, en voor de rest van de wereld. De niet-Japanse uitvoering bevat spellen die zijn gebaseerd op hun Noord-Amerikaanse versie. De chip is een Allwinner R16 system-on-a-chip met 256 MB werkgeheugen en 512 MB flashgeheugen. Het systeem heeft een HDMI-aansluiting en twee controller-poorten, en draait op Linux met een emulator.

## Spellen
Het systeem komt met 30 vooraf geïnstalleerde spellen.
| Titel                           | Jaar van uitgave | Uitgever      |
| ------------------------------- | ---------------- | ------------- |
| Balloon Fight                   | 1985             | Nintendo      |
| Bubble Bobble                   | 1988             | Taito         |
| Castlevania                     | 1986             | Konami        |
| Castlevania II: Simon's Quest   | 1987             | Konami        |
| Donkey Kong                     | 1986             | Nintendo      |
| Donkey Kong Jr.                 | 1986             | Nintendo      |
| Double Dragon II: The Revenge   | 1990             | Technos Japan |
| Dr. Mario                       | 1990             | Nintendo      |
| Excitebike                      | 1985             | Nintendo      |
| Final Fantasy                   | 1990             | Nintendo      |
| Galaga                          | 1988             | Bandai        |
| Ghosts 'n Goblins               | 1986             | Capcom        |
| Gradius                         | 1986             | Konami        |
| Ice Climber                     | 1985             | Nintendo      |
| Kid Icarus                      | 1987             | Nintendo      |
| Kirby's Adventure               | 1993             | Nintendo      |
| Mario Bros.                     | 1985             | Nintendo      |
| Mega Man 2                      | 1989             | Capcom        |
| Metroid                         | 1986             | Nintendo      |
| Ninja Gaiden                    | 1989             | Tecmo         |
| Pac-Man                         | 1993             | Namco         |
| Punch-Out!! Featuring Mr. Dream | 1990             | Nintendo      |
| StarTropics                     | 1990             | Nintendo      |
| Super C                         | 1990             | Konami        |
| Super Mario Bros.               | 1985             | Nintendo      |
| Super Mario Bros. 2             | 1988             | Nintendo      |
| Super Mario Bros. 3             | 1990             | Nintendo      |
| Tecmo Bowl                      | 1989             | Tecmo         |
| The Legend of Zelda             | 1987             | Nintendo      |
| Zelda II: The Adventure of Link | 1988             | Nintendo      |

## Hack
Kort na de release kwamen hackers achter een manier om onofficieel spellen toe te voegen aan de bibliotheek, evenals een manier voor het emuleren van andere spelsystemen.

## Regionale naamgeving
In Noord-Amerika werd de spelcomputer uitgebracht als "Nintendo Entertainment System: NES Classic Edition" en in Japan als "Nintendo Classic Mini: Family Computer".

## Verkoop en schaarste
Eind april 2017 zijn er van de NES Classic Mini ruim 2,3 miljoen exemplaren wereldwijd verkocht.
Kort na de release waren alle voorraden geheel uitverkocht. In april van 2017 maakte Nintendo bekend het product niet meer te zullen produceren, wat leidde tot ongeloof over deze beslissing. De prijs van de overgebleven exemplaren steeg hierdoor enorm. Nintendo had de grote vraag onderschat.
Ruim een jaar later in mei 2018 maakte Nintendo bekend dat de NES Classic Mini weer in productie werd genomen.